# Simplotita
La simplotita és un mineral de la classe dels òxids. Rep el nom en honor de John Richard Simplot (4 de gener de 1909, Dubuque, Iowa, EUA - 25 de maig de 2008, Boise, Idaho, EUA), propietari de la JR Simplot Mining Company, on va ser descoberta l'espècie.

## Característiques
La simplotita és un òxid de fórmula química CaV4+₄O9·5H₂O. Cristal·litza en el sistema monoclínic. La seva duresa a l'escala de Mohs és 1, sent un mineral molt tou.
Segons la classificació de Nickel-Strunz, la simplotita pertany a «04.HG: V[5+, 6+] vanadats. Òxids de V sense classificar» juntament amb els següents minerals: fervanita, navajoïta, huemulita, vanalita, vanoxita, delrioïta, metadelrioïta, barnesita, hendersonita, grantsita, lenoblita i satpaevita.

## Formació i jaciments
Va ser descoberta a la mina Peanut, situad a Bull Canyon, dins el districte miner d'Uravan del comtat de Montrose (Colorado, Estats Units). També ha estat descrita en altres indrets dels Estats Units, així com al dipòsit d'urani de Ronneburg, a Turíngia (Alemanya).